# Tranquillo Barnetta
Tranquillo Barnetta (nascut a Sankt Gallen, Suïssa, el 22 de maig del 1985) és un futbolista professional suís que actualment juga a les files del FC St. Gallen.

## Trajectòria futbolística

### Inicis
Barnetta va començar la seua carrera futbolística a l'equip de la seua ciutat, el FC St. Gallen. Ben jove ja va fer el salt a Alemanya, ja que just comptava amb 18 anys quan fitxà pel Bayer Leverkusen. Tot i això marxà ràpidament cedit durant la seua primera temporada al Hannover 96.

### Bayer Leverkusen
La seua carrera al Bayer ha estat molt irregular. Començà jugant extremadament poc, finalment, després d'un bon Mundial 2006 la seua situació en l'equip alemany canvià lleugerament.

### FC Schalke 04
Després de finalitzar el seu contracte amb el Leverkusen, va firmar amb el Schalke fins al 2015.

### Internacional

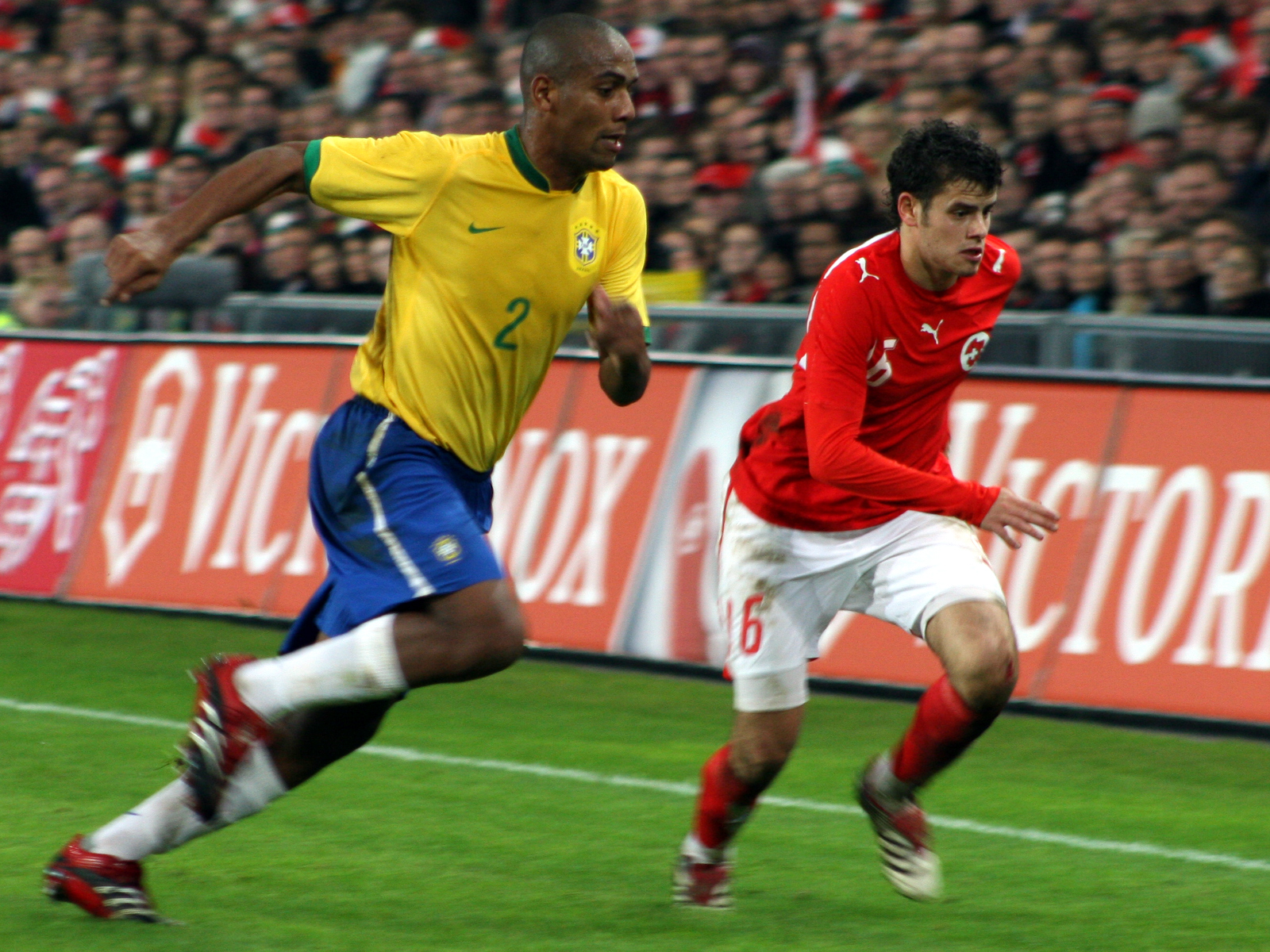
Barnetta amb la seua selecció.

La seua primera competició internacional amb la selecció de Suïssa fou l'Eurocopa del 2004, tot i que no hi disputà ni un sol minut.
Durant la Mundial 2006 aconseguí un gol davant Togo, i també el guardó com a millor jugador del dia durant el campionat, fou l'onzè dia de competició.
També ha disputat l'Eurocopa del 2008 i el Mundial 2010 amb el combinat suís.